# Chambre forte

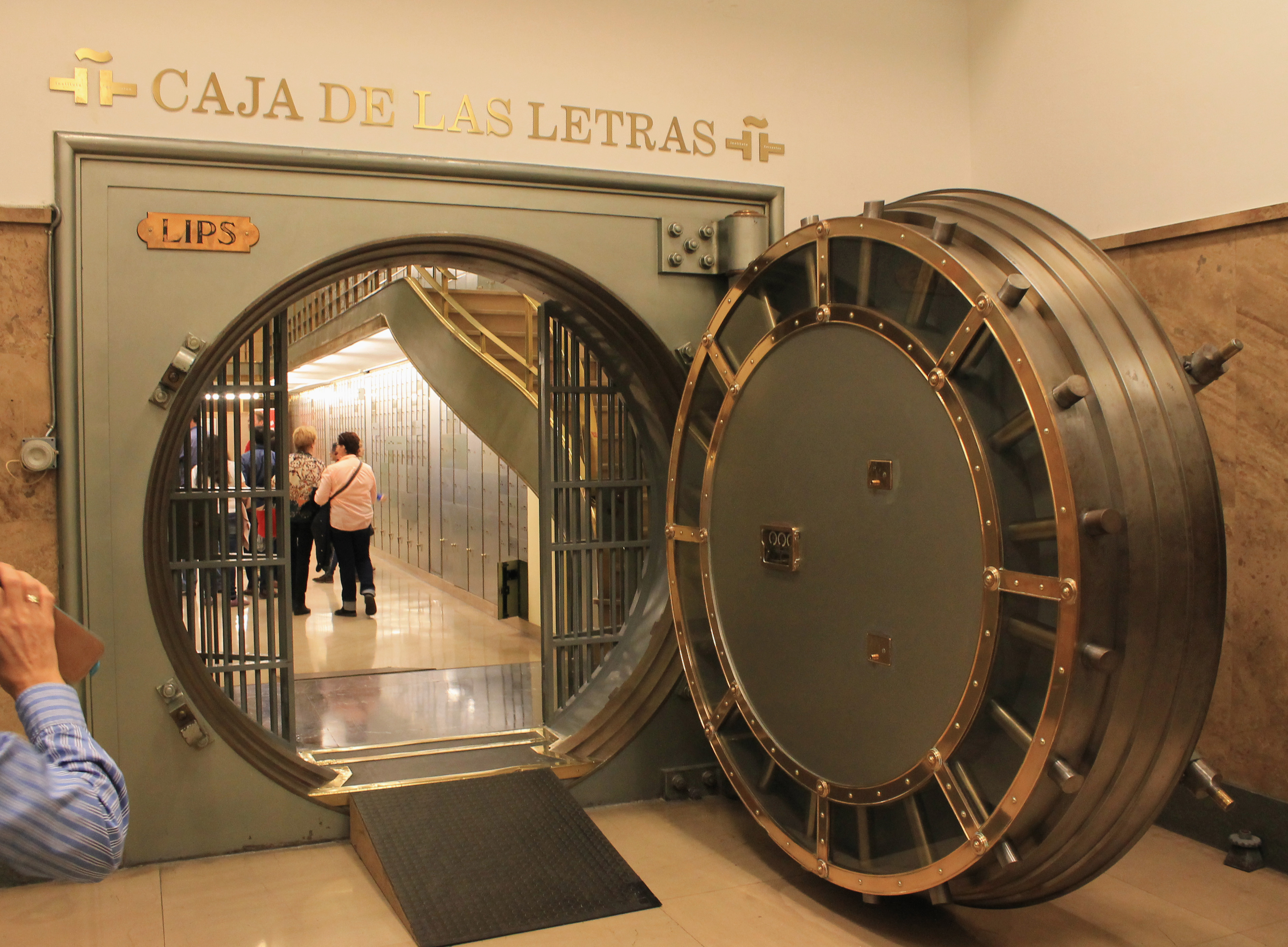
Chambre forte de l'Institut Cervantès de Madrid.

Une chambre forte est une pièce hautement sécurisée conçue pour protéger des biens de valeur ou des personnes contre le vol, l'attaque, l'effraction, l'intrusion, ou toute autre forme de danger extérieur.
Comparable à un coffre-fort, tout en proposant un volume disponible beaucoup plus important, une chambre forte se caractérise par :
- Des parois blindées sur 4, 5 ou 6 faces, constituées de panneaux soudés ou vissés, capables de résister au perçage, à la découpe, aux armes à feu ou autres outils mécaniques, ainsi qu'à l'incendie dans certains cas ;
- Un accès restreint par une serrure de type coffre-fort, avec un mode d'ouverture sécurisé, simple ou multiple, par clé, code, disque, biométrie, contrôle d'accès ou autre ;
- Le respect des normes de sécurité EN 1143-1, contrairement aux Enceintes Techniques Sécurisées, bien moins résistantes que les chambres fortes.

## Utilisations des chambres fortes
Les chambres fortes sont fréquemment utilisées pour sécuriser tous types de biens et marchandises, aussi bien par des professionnels, dans de nombreux secteurs d'activités, que par des particuliers pour se protéger eux-mêmes, à domicile (Panic room). 

### La chambre forte en contexte professionnel
En contexte professionnel, les chambres fortes sont installées :
- dans des établissements bancaires et financiers pour sécuriser les liquidités, les titres et autres biens précieux ;
- en arrière-boutique de magasins faisant le commerce de marchandises de valeur, dans la bijouterie, la téléphonie, etc. ;
- dans des commissariats pour protéger les armes ou les stupéfiants ;
- au sein de cliniques et hôpitaux pour isoler les produits sensibles, toxiques ou dangereux ;
- en entrepôts, dans l'industrie ou la grande distribution, pour abriter les stocks de marchandises ;

### La « panic room », chambre forte à domicile pour particuliers
Chez les particuliers, l'installation d'une chambre forte, plus communément appelée « panic room », permet de protéger les personnes, ainsi que leurs biens de valeur, contre toute attaque, effraction ou danger. Aux États-Unis, de nombreuses personnes disposent d'une « panic room » pour faire face à la montée du « homejacking », ou se protéger des tornades.
Ces chambres fortes à domicile sont souvent munies d'un système de télésurveillance et de moyens de communication vers l'extérieur, pour contacter facilement les secours. Elles peuvent aussi être équipées de filtres sur la ventilation, afin de les rendre complètement autonomes.

## Certifications d'une chambre forte

### EN 1143-1, la norme de référence des chambres fortes
Au sein de l'Union Européenne, la norme EN 1143-1  est la norme de référence des chambres fortes, coffres-forts, coffres de dépôt et portes fortes. Seules les structures physiques respectant cette norme officielles peut porter l'appellation certifiée « chambre forte ».
Plus précisément, la norme EN 1143-1  définit le niveau de sécurité d'une chambre forte selon une classification de I à XIII. Ce niveau de sécurité augmente avec le degré de résistance des parois, ainsi que la durée de résistance à une attaque et la variété des outils utilisés par les experts lors du test anti-effraction.
En complément des classes I à XIII, la chambre forte peut avoir une certification EX ou CD ou EX CD, comme VIII-EX CD. (EX = protection contre les explosifs - CD = protection contre l'outillage diamanté (Core Drill))

### EN 15659, la norme anti-incendie
D'autre part, en matière de résistance au feu et à l'incendie, la norme européenne EN 15659 peut homologuer une chambre forte dite ignifuge. Une classification par durée de résistance affine l'attribution de cette certification.

### EN 1627 à 1630, pour les « enceintes techniques sécurisées » et non les chambres fortes
En revanche, les normes EN 1627 à EN 1630 ne concernent que le renforcement des menuiseries. Elles caractérisent le plus souvent les enceintes techniques sécurisées (ETS), souvent confondues avec les chambres fortes, mais bien moins résistantes à l'effraction que les chambres fortes homologuées.